# Lista över fornlämningar i Falköpings kommun (Gudhem)
Lista över fornlämningar i Falköpings kommun (Gudhem) är en förteckning av ett urval av de fornlämningar som finns i Gudhem i Falköpings kommun.
| Namn                               | Lämningstyp                 | Tillkomsttid | Historisk indelning   | Plats         | Läge                 | ID-nr          | Bild                                      |
| ---------------------------------- | --------------------------- | ------------ | --------------------- | ------------- | -------------------- | -------------- | ----------------------------------------- |
| Gudhem 1:1                         | Hällristning                |              | Gudhem, Västergötland |               | 58.208674, 13.565891 | 10191100010001 | Ladda upp en bild av detta fornminne      |
| Gällshögen (Gudhem 2:1)            | Gravfält                    |              | Gudhem, Västergötland |               | 58.209686, 13.546453 | 10191100020001 | Ladda upp en bild av detta fornminne      |
| Gudhem 3:1                         | Hällristning                |              | Gudhem, Västergötland |               | 58.209515, 13.568567 | 10191100030001 | Ladda upp en bild av detta fornminne      |
| Gudhem 4:1                         | Hällristning                |              | Gudhem, Västergötland |               | 58.213258, 13.566727 | 10191100040001 | Ladda upp en bild av detta fornminne      |
| Gudhem 5:1                         | Stenkammargrav              |              | Gudhem, Västergötland |               | 58.215784, 13.568333 | 10191100050001 | Ladda upp en bild av detta fornminne      |
| Gudhem 5:2                         | Stenkammargrav              |              | Gudhem, Västergötland |               | 58.216146, 13.568612 | 10191100050002 | Ladda upp en bild av detta fornminne      |
| Bosgårds hov (Gudhem 6:1)          | Hög                         |              | Gudhem, Västergötland |               | 58.215996, 13.564907 | 10191100060001 | Ladda upp en bild av detta fornminne      |
| Gudhem 7:1                         | Stenkammargrav              |              | Gudhem, Västergötland |               | 58.214763, 13.562166 | 10191100070001 | Ladda upp en bild av detta fornminne      |
| Gudhem 8:1                         | Stenkammargrav              |              | Gudhem, Västergötland |               | 58.218898, 13.563811 | 10191100080001 | Ladda upp en bild av detta fornminne      |
| Gudhem 9:1                         | Stensättning                |              | Gudhem, Västergötland |               | 58.217553, 13.558329 | 10191100090001 | Ladda upp en bild av detta fornminne      |
| Gudhem 10:1                        | Stensättning                |              | Gudhem, Västergötland |               | 58.219859, 13.563895 | 10191100100001 | Ladda upp en bild av detta fornminne      |
| Gudhem 10:2                        | Stensättning                |              | Gudhem, Västergötland |               | 58.219845, 13.564486 | 10191100100002 | Ladda upp en bild av detta fornminne      |
| Gudhem 10:3                        | Stensättning                |              | Gudhem, Västergötland |               | 58.219636, 13.564502 | 10191100100003 | Ladda upp en bild av detta fornminne      |
| Gudhem 10:4                        | Stensättning                |              | Gudhem, Västergötland |               | 58.219501, 13.564475 | 10191100100004 | Ladda upp en bild av detta fornminne      |
| Gudhem 11:1                        | Stensättning                |              | Gudhem, Västergötland |               | 58.220007, 13.562277 | 10191100110001 | Ladda upp en bild av detta fornminne      |
| Dierör eller Dejrör (Gudhem 12:1)  | Stensättning                |              | Gudhem, Västergötland |               | 58.223656, 13.567302 | 10191100120001 | Ladda upp en bild av detta fornminne      |
| Gudhem 13:1                        | Hög                         |              | Gudhem, Västergötland |               | 58.225837, 13.566170 | 10191100130001 | Ladda upp en bild av detta fornminne      |
| Gudhem 14:1                        | Hög                         |              | Gudhem, Västergötland |               | 58.226232, 13.564850 | 10191100140001 | Ladda upp en bild av detta fornminne      |
| Rånes hall (Gudhem 15:1)           | Grav markerad av sten/block |              | Gudhem, Västergötland |               | 58.226331, 13.564234 | 10191100150001 | Ladda upp en bild av detta fornminne      |
| Gudhem 17:1                        | Hög                         |              | Gudhem, Västergötland |               | 58.220309, 13.575648 | 10191100170001 | Ladda upp en bild av detta fornminne      |
| Gudhem 18:1                        | Stensättning                |              | Gudhem, Västergötland |               | 58.217292, 13.578043 | 10191100180001 | Ladda upp en bild av detta fornminne      |
| Gudhem 19:1                        | Stenkammargrav              |              | Gudhem, Västergötland |               | 58.219850, 13.577647 | 10191100190001 | Ladda upp en bild av detta fornminne      |
| Gudhem 20:1                        | Stensättning                |              | Gudhem, Västergötland |               | 58.221373, 13.576542 | 10191100200001 | Ladda upp en bild av detta fornminne      |
| Gudhem 21:2                        | Hög                         |              | Gudhem, Västergötland |               | 58.221951, 13.576136 | 10191100210002 | Ladda upp en bild av detta fornminne      |
| Gudhem 22:1                        | Hög                         |              | Gudhem, Västergötland |               | 58.224582, 13.576128 | 10191100220001 | Ladda upp en bild av detta fornminne      |
| Gudhem 23:1                        | Hög                         |              | Gudhem, Västergötland |               | 58.226273, 13.576903 | 10191100230001 | Ladda upp en bild av detta fornminne      |
| Gudhem 25:1                        | Stenkammargrav              |              | Gudhem, Västergötland |               | 58.220971, 13.581342 | 10191100250001 | Ladda upp en bild av detta fornminne      |
| Gudhem 27:1                        | Hög                         |              | Gudhem, Västergötland |               | 58.230896, 13.584464 | 10191100270001 | Ladda upp en bild av detta fornminne      |
| Gudhem 28:1                        | Stensättning                |              | Gudhem, Västergötland |               | 58.221820, 13.564075 | 10191100280001 | Ladda upp en bild av detta fornminne      |
| Gudhem 28:2                        | Stensättning                |              | Gudhem, Västergötland |               | 58.222302, 13.563844 | 10191100280002 | Ladda upp en bild av detta fornminne      |
| Gudhem 29:1                        | Hög                         |              | Gudhem, Västergötland |               | 58.230029, 13.564040 | 10191100290001 | Ladda upp en bild av detta fornminne      |
| Gudhem 34:1                        | Stensättning                |              | Gudhem, Västergötland |               | 58.231674, 13.597950 | 10191100340001 | Ladda upp en bild av detta fornminne      |
| Gudhem 35:1                        | Stensättning                |              | Gudhem, Västergötland |               | 58.231023, 13.597206 | 10191100350001 | Ladda upp en bild av detta fornminne      |
| Gudhem 36:1                        | Hög                         |              | Gudhem, Västergötland |               | 58.229889, 13.594347 | 10191100360001 | Ladda upp en bild av detta fornminne      |
| Gudhem 37:1                        | Hög                         |              | Gudhem, Västergötland |               | 58.228986, 13.593533 | 10191100370001 | Ladda upp en bild av detta fornminne      |
| Gudhem 37:2                        | Stensättning                |              | Gudhem, Västergötland |               | 58.229104, 13.592522 | 10191100370002 | Ladda upp en bild av detta fornminne      |
| Gudhem 38:1                        | Stensättning                |              | Gudhem, Västergötland |               | 58.228230, 13.594992 | 10191100380001 | Ladda upp en bild av detta fornminne      |
| Gudhem 39:1                        | Stensättning                |              | Gudhem, Västergötland |               | 58.225717, 13.593476 | 10191100390001 | Ladda upp en bild av detta fornminne      |
| Gudhem 40:1                        | Hög                         |              | Gudhem, Västergötland |               | 58.229768, 13.578788 | 10191100400001 | Ladda upp en bild av detta fornminne      |
| Gudhem 41:1                        | Stensättning                |              | Gudhem, Västergötland |               | 58.231449, 13.578321 | 10191100410001 | Ladda upp en bild av detta fornminne      |
| Gudhem 42:1                        | Gravfält                    |              | Gudhem, Västergötland |               | 58.229457, 13.577305 | 10191100420001 | Ladda upp en bild av detta fornminne      |
| Gudhem 43:1                        | Hög                         |              | Gudhem, Västergötland |               | 58.228305, 13.577081 | 10191100430001 | Ladda upp en bild av detta fornminne      |
| Gudhem 44:1                        | Hög                         |              | Gudhem, Västergötland |               | 58.233482, 13.583846 | 10191100440001 | Ladda upp en bild av detta fornminne      |
| Gudhem 46:1                        | Stenkrets                   |              | Gudhem, Västergötland |               | 58.237635, 13.583533 | 10191100460001 | Ladda upp en bild av detta fornminne      |
| Gudhem 47:1                        | Röse                        |              | Gudhem, Västergötland |               | 58.238491, 13.583128 | 10191100470001 | Ladda upp en bild av detta fornminne      |
| Gudhem 48:1                        | Stensättning                |              | Gudhem, Västergötland |               | 58.232755, 13.576819 | 10191100480001 | Ladda upp en bild av detta fornminne      |
| Gudhem 49:1                        | Stensättning                |              | Gudhem, Västergötland |               | 58.235148, 13.570608 | 10191100490001 | Ladda upp en bild av detta fornminne      |
| Gudhem 49:2                        | Stenkrets                   |              | Gudhem, Västergötland |               | 58.235304, 13.570242 | 10191100490002 | Ladda upp en bild av detta fornminne      |
| Gudhem 50:1                        | Stensättning                |              | Gudhem, Västergötland |               | 58.236080, 13.571647 | 10191100500001 | Ladda upp en bild av detta fornminne      |
| Gudhem 51:1                        | Hög                         |              | Gudhem, Västergötland |               | 58.231819, 13.565514 | 10191100510001 | Ladda upp en bild av detta fornminne      |
| Gudhem 51:2                        | Hög                         |              | Gudhem, Västergötland |               | 58.231709, 13.565942 | 10191100510002 | Ladda upp en bild av detta fornminne      |
| Gudhem 52:1                        | Stensättning                |              | Gudhem, Västergötland |               | 58.233629, 13.562281 | 10191100520001 | Ladda upp en bild av detta fornminne      |
| Gudhem 53:1                        | Gravfält                    |              | Gudhem, Västergötland |               | 58.234307, 13.561613 | 10191100530001 | Ladda upp en bild av detta fornminne      |
| Gudhem 54:1                        | Gravfält                    |              | Gudhem, Västergötland |               | 58.236523, 13.566620 | 10191100540001 | Ladda upp en bild av detta fornminne      |
| Gudhem 55:1                        | Stensättning                |              | Gudhem, Västergötland |               | 58.234939, 13.564267 | 10191100550001 | Ladda upp en bild av detta fornminne      |
| Gudhem 55:2                        | Stensättning                |              | Gudhem, Västergötland |               | 58.234745, 13.564228 | 10191100550002 | Ladda upp en bild av detta fornminne      |
| Gudhem 56:1                        | Hög                         |              | Gudhem, Västergötland |               | 58.234163, 13.566644 | 10191100560001 | Ladda upp en bild av detta fornminne      |
| Gudhem 58:1                        | Stensättning                |              | Gudhem, Västergötland |               | 58.229605, 13.561056 | 10191100580001 | Ladda upp en bild av detta fornminne      |
| Gudhem 59:1                        | Stensättning                |              | Gudhem, Västergötland |               | 58.232267, 13.560194 | 10191100590001 | Ladda upp en bild av detta fornminne      |
| Gudhem 59:2                        | Stensättning                |              | Gudhem, Västergötland |               | 58.232599, 13.560158 | 10191100590002 | Ladda upp en bild av detta fornminne      |
| Gudhem 60:1                        | Stensättning                |              | Gudhem, Västergötland |               | 58.233314, 13.560527 | 10191100600001 | Ladda upp en bild av detta fornminne      |
| Gudhem 60:2                        | Stenkrets                   |              | Gudhem, Västergötland |               | 58.233192, 13.560738 | 10191100600002 | Ladda upp en bild av detta fornminne      |
| Gudhem 61:1                        | Hög                         |              | Gudhem, Västergötland |               | 58.235057, 13.557042 | 10191100610001 | Ladda upp en bild av detta fornminne      |
| Gudhem 62:1                        | Stensättning                |              | Gudhem, Västergötland |               | 58.231897, 13.552450 | 10191100620001 | Ladda upp en bild av detta fornminne      |
| Gudhem 63:1                        | Stensättning                |              | Gudhem, Västergötland |               | 58.243271, 13.572102 | 10191100630001 | Ladda upp en bild av detta fornminne      |
| Gudhem 63:2                        | Stensättning                |              | Gudhem, Västergötland |               | 58.243323, 13.571418 | 10191100630002 | Ladda upp en bild av detta fornminne      |
| Gudhem 63:3                        | Stensättning                |              | Gudhem, Västergötland |               | 58.243175, 13.571699 | 10191100630003 | Ladda upp en bild av detta fornminne      |
| Gudhem 64:1                        | Stensättning                |              | Gudhem, Västergötland |               | 58.228662, 13.550570 | 10191100640001 | Ladda upp en bild av detta fornminne      |
| Gudhem 65:1                        | Stenkammargrav              |              | Gudhem, Västergötland |               | 58.231381, 13.547541 | 10191100650001 | Ladda upp en bild av detta fornminne      |
| Tittekullen (Gudhem 66:1)          | Gravfält                    |              | Gudhem, Västergötland |               | 58.229911, 13.545882 | 10191100660001 | Ladda upp en bild av detta fornminne      |
| Gudhem 67:1                        | Hög                         |              | Gudhem, Västergötland |               | 58.231498, 13.538851 | 10191100670001 | Ladda upp en bild av detta fornminne      |
| Gudhem 67:2                        | Stensättning                |              | Gudhem, Västergötland |               | 58.231092, 13.538176 | 10191100670002 | Ladda upp en bild av detta fornminne      |
| Gudhem 67:4                        | Stensättning                |              | Gudhem, Västergötland |               | 58.230985, 13.538455 | 10191100670004 | Ladda upp en bild av detta fornminne      |
| Gudhem 68:1                        | Stensättning                |              | Gudhem, Västergötland |               | 58.232744, 13.540192 | 10191100680001 | Ladda upp en bild av detta fornminne      |
| Gudhem 70:1                        | Stensättning                |              | Gudhem, Västergötland |               | 58.232868, 13.550182 | 10191100700001 | Ladda upp en bild av detta fornminne      |
| Gudhem 71:1                        | Hög                         |              | Gudhem, Västergötland |               | 58.232385, 13.550346 | 10191100710001 | Ladda upp en bild av detta fornminne      |
| Gudhem 72:1                        | Kloster                     |              | Gudhem, Västergötland |               | 58.240114, 13.555468 | 10191100720001 | Ladda upp en till bild av detta fornminne |
| Gudhem 72:2                        | Kyrka/kapell                |              | Gudhem, Västergötland |               | 58.239921, 13.556406 | 10191100720002 | Ladda upp en till bild av detta fornminne |
| Vg 88 (Gudhem 73:1)                | Runristning                 |              | Gudhem, Västergötland | Gudhems kyrka | 58.239984, 13.554618 | 10191100730001 | Ladda upp en till bild av detta fornminne |
| Vg 87 (Gudhem 73:2)                | Runristning                 |              | Gudhem, Västergötland | Gudhems kyrka | 58.239984, 13.554618 | 10191100730002 | Ladda upp en till bild av detta fornminne |
| Gudhem 76:1                        | Hög                         |              | Gudhem, Västergötland |               | 58.230386, 13.557890 | 10191100760001 | Ladda upp en bild av detta fornminne      |
| Gudhem 76:3                        | Stensättning                |              | Gudhem, Västergötland |               | 58.230282, 13.558397 | 10191100760003 | Ladda upp en bild av detta fornminne      |
| Gudhem 76:4                        | Stensättning                |              | Gudhem, Västergötland |               | 58.230349, 13.559244 | 10191100760004 | Ladda upp en bild av detta fornminne      |
| Gudhem 77:1                        | Gravfält                    |              | Gudhem, Västergötland |               | 58.233102, 13.559583 | 10191100770001 | Ladda upp en bild av detta fornminne      |
| Gudhem 78:1                        | Stensättning                |              | Gudhem, Västergötland |               | 58.232654, 13.558435 | 10191100780001 | Ladda upp en bild av detta fornminne      |
| Gudhem 78:2                        | Stensättning                |              | Gudhem, Västergötland |               | 58.232819, 13.558069 | 10191100780002 | Ladda upp en bild av detta fornminne      |
| Gudhem 78:3                        | Stensättning                |              | Gudhem, Västergötland |               | 58.232868, 13.557811 | 10191100780003 | Ladda upp en bild av detta fornminne      |
| Gudhem 78:4                        | Stensättning                |              | Gudhem, Västergötland |               | 58.233127, 13.557677 | 10191100780004 | Ladda upp en bild av detta fornminne      |
| Gudhem 80:1                        | Hög                         |              | Gudhem, Västergötland |               | 58.237025, 13.543752 | 10191100800001 | Ladda upp en bild av detta fornminne      |
| Gudhem 81:1                        | Stensättning                |              | Gudhem, Västergötland |               | 58.237910, 13.542919 | 10191100810001 | Ladda upp en bild av detta fornminne      |
| Gudhem 81:2                        | Stensättning                |              | Gudhem, Västergötland |               | 58.237840, 13.542497 | 10191100810002 | Ladda upp en bild av detta fornminne      |
| Gudhem 81:3                        | Stensättning                |              | Gudhem, Västergötland |               | 58.237442, 13.542281 | 10191100810003 | Ladda upp en bild av detta fornminne      |
| Gudhem 85:1                        | Hög                         |              | Gudhem, Västergötland |               | 58.233553, 13.532698 | 10191100850001 | Ladda upp en bild av detta fornminne      |
| Gudhem 86:1                        | Hög                         |              | Gudhem, Västergötland |               | 58.240667, 13.539858 | 10191100860001 | Ladda upp en bild av detta fornminne      |
| Gudhem 87:1                        | Stensättning                |              | Gudhem, Västergötland |               | 58.239663, 13.534977 | 10191100870001 | Ladda upp en bild av detta fornminne      |
| Gudhem 87:2                        | Hög                         |              | Gudhem, Västergötland |               | 58.239251, 13.535606 | 10191100870002 | Ladda upp en bild av detta fornminne      |
| Gudhem 87:3                        | Stensättning                |              | Gudhem, Västergötland |               | 58.239827, 13.536187 | 10191100870003 | Ladda upp en bild av detta fornminne      |
| Gudhem 90:1                        | Stensättning                |              | Gudhem, Västergötland |               | 58.238054, 13.534277 | 10191100900001 | Ladda upp en bild av detta fornminne      |
| Gudhem 91:1                        | Stensättning                |              | Gudhem, Västergötland |               | 58.237396, 13.532986 | 10191100910001 | Ladda upp en bild av detta fornminne      |
| Gudhem 93:1                        | Stensättning                |              | Gudhem, Västergötland |               | 58.242234, 13.539231 | 10191100930001 | Ladda upp en bild av detta fornminne      |
| Gudhem 93:2                        | Stensättning                |              | Gudhem, Västergötland |               | 58.242436, 13.539270 | 10191100930002 | Ladda upp en bild av detta fornminne      |
| Gudhem 94:1                        | Stensättning                |              | Gudhem, Västergötland |               | 58.242024, 13.542996 | 10191100940001 | Ladda upp en bild av detta fornminne      |
| Gudhem 97:1                        | Stensättning                |              | Gudhem, Västergötland |               | 58.238567, 13.544773 | 10191100970001 | Ladda upp en bild av detta fornminne      |
| 1) Forn hjortens hög (Gudhem 98:1) | Stensättning                |              | Gudhem, Västergötland |               | 58.243087, 13.532802 | 10191100980001 | Ladda upp en bild av detta fornminne      |
| 1) Forn hjortens hög (Gudhem 98:2) | Stensättning                |              | Gudhem, Västergötland |               | 58.242804, 13.533073 | 10191100980002 | Ladda upp en bild av detta fornminne      |
| 1) Forn hjortens hög (Gudhem 98:3) | Stensättning                |              | Gudhem, Västergötland |               | 58.242629, 13.533390 | 10191100980003 | Ladda upp en bild av detta fornminne      |
| Gudhem 100:1                       | Stensättning                |              | Gudhem, Västergötland |               | 58.242056, 13.530067 | 10191101000001 | Ladda upp en bild av detta fornminne      |
| Gudhem 100:2                       | Stensättning                |              | Gudhem, Västergötland |               | 58.242157, 13.530214 | 10191101000002 | Ladda upp en bild av detta fornminne      |
| Gudhem 101:1                       | Stensättning                |              | Gudhem, Västergötland |               | 58.248741, 13.534719 | 10191101010001 | Ladda upp en bild av detta fornminne      |
| Gudhem 101:2                       | Stensättning                |              | Gudhem, Västergötland |               | 58.248484, 13.535407 | 10191101010002 | Ladda upp en bild av detta fornminne      |
| Gudhem 102:1                       | Stensättning                |              | Gudhem, Västergötland |               | 58.250271, 13.536818 | 10191101020001 | Ladda upp en bild av detta fornminne      |
| Gudhem 102:2                       | Stensättning                |              | Gudhem, Västergötland |               | 58.250408, 13.536911 | 10191101020002 | Ladda upp en bild av detta fornminne      |
| Gudhem 102:3                       | Stensättning                |              | Gudhem, Västergötland |               | 58.250505, 13.537296 | 10191101020003 | Ladda upp en bild av detta fornminne      |
| Gudhem 103:1                       | Gravfält                    |              | Gudhem, Västergötland |               | 58.252144, 13.544200 | 10191101030001 | Ladda upp en bild av detta fornminne      |
| Gudhem 104:1                       | Stensättning                |              | Gudhem, Västergötland |               | 58.251390, 13.547063 | 10191101040001 | Ladda upp en bild av detta fornminne      |
| Gudhem 104:2                       | Stensättning                |              | Gudhem, Västergötland |               | 58.251576, 13.546966 | 10191101040002 | Ladda upp en bild av detta fornminne      |
| Gudhem 104:3                       | Stenkrets                   |              | Gudhem, Västergötland |               | 58.251562, 13.546677 | 10191101040003 | Ladda upp en bild av detta fornminne      |
| Gudhem 105:1                       | Stensättning                |              | Gudhem, Västergötland |               | 58.254170, 13.539669 | 10191101050001 | Ladda upp en bild av detta fornminne      |
| Gudhem 106:1                       | Gravfält                    |              | Gudhem, Västergötland |               | 58.253230, 13.540455 | 10191101060001 | Ladda upp en bild av detta fornminne      |
| Gudhem 107:1                       | Stensättning                |              | Gudhem, Västergötland |               | 58.252861, 13.538396 | 10191101070001 | Ladda upp en bild av detta fornminne      |
| Gudhem 107:2                       | Stensättning                |              | Gudhem, Västergötland |               | 58.252952, 13.537964 | 10191101070002 | Ladda upp en bild av detta fornminne      |
| Gudhem 107:3                       | Stensättning                |              | Gudhem, Västergötland |               | 58.253093, 13.537835 | 10191101070003 | Ladda upp en bild av detta fornminne      |
| Gudhem 108:1                       | Stensättning                |              | Gudhem, Västergötland |               | 58.242781, 13.528749 | 10191101080001 | Ladda upp en bild av detta fornminne      |
| Gudhem 109:1                       | Stensättning                |              | Gudhem, Västergötland |               | 58.244974, 13.527439 | 10191101090001 | Ladda upp en bild av detta fornminne      |
| Gudhem 109:2                       | Stensättning                |              | Gudhem, Västergötland |               | 58.244861, 13.527157 | 10191101090002 | Ladda upp en bild av detta fornminne      |
| Gudhem 109:3                       | Stensättning                |              | Gudhem, Västergötland |               | 58.245020, 13.527027 | 10191101090003 | Ladda upp en bild av detta fornminne      |
| Gudhem 110:1                       | Stensättning                |              | Gudhem, Västergötland |               | 58.242925, 13.527020 | 10191101100001 | Ladda upp en bild av detta fornminne      |
| Gudhem 111:1                       | Stensättning                |              | Gudhem, Västergötland |               | 58.255789, 13.541671 | 10191101110001 | Ladda upp en bild av detta fornminne      |
| Svartebacken (Gudhem 112:1)        | Stenkammargrav              |              | Gudhem, Västergötland |               | 58.255278, 13.542906 | 10191101120001 | Ladda upp en bild av detta fornminne      |
| Gudhem 114:1                       | Hög                         |              | Gudhem, Västergötland |               | 58.249592, 13.546062 | 10191101140001 | Ladda upp en bild av detta fornminne      |
| Gudhem 115:1                       | Röse                        |              | Gudhem, Västergötland |               | 58.248070, 13.549197 | 10191101150001 | Ladda upp en bild av detta fornminne      |
| Gudhem 115:2                       | Stensättning                |              | Gudhem, Västergötland |               | 58.248058, 13.549487 | 10191101150002 | Ladda upp en bild av detta fornminne      |
| Gudhem 116:1                       | Stensättning                |              | Gudhem, Västergötland |               | 58.248136, 13.553654 | 10191101160001 | Ladda upp en bild av detta fornminne      |
| Gudhem 116:2                       | Stensättning                |              | Gudhem, Västergötland |               | 58.248050, 13.553661 | 10191101160002 | Ladda upp en bild av detta fornminne      |
| Gudhem 116:3                       | Stensättning                |              | Gudhem, Västergötland |               | 58.248340, 13.553981 | 10191101160003 | Ladda upp en bild av detta fornminne      |
| Gudhem 117:1                       | Stensättning                |              | Gudhem, Västergötland |               | 58.249778, 13.555502 | 10191101170001 | Ladda upp en bild av detta fornminne      |
| Gudhem 117:2                       | Stenkrets                   |              | Gudhem, Västergötland |               | 58.249903, 13.555459 | 10191101170002 | Ladda upp en bild av detta fornminne      |
| Gudhem 118:1                       | Stensättning                |              | Gudhem, Västergötland |               | 58.251469, 13.554922 | 10191101180001 | Ladda upp en bild av detta fornminne      |
| Gudhem 119:1                       | Stensättning                |              | Gudhem, Västergötland |               | 58.254037, 13.553418 | 10191101190001 | Ladda upp en bild av detta fornminne      |
| Gudhem 119:2                       | Stensättning                |              | Gudhem, Västergötland |               | 58.254066, 13.553763 | 10191101190002 | Ladda upp en bild av detta fornminne      |
| Gudhem 119:3                       | Stensättning                |              | Gudhem, Västergötland |               | 58.254007, 13.553061 | 10191101190003 | Ladda upp en bild av detta fornminne      |
| Gudhem 119:4                       | Stensättning                |              | Gudhem, Västergötland |               | 58.253992, 13.552793 | 10191101190004 | Ladda upp en bild av detta fornminne      |
| Gudhem 119:5                       | Hög                         |              | Gudhem, Västergötland |               | 58.253726, 13.554416 | 10191101190005 | Ladda upp en bild av detta fornminne      |
| Gudhem 120:1                       | Stensättning                |              | Gudhem, Västergötland |               | 58.252596, 13.556776 | 10191101200001 | Ladda upp en bild av detta fornminne      |
| Gudhem 121:1                       | Stensättning                |              | Gudhem, Västergötland |               | 58.253001, 13.556324 | 10191101210001 | Ladda upp en bild av detta fornminne      |
| Gudhem 121:2                       | Stensättning                |              | Gudhem, Västergötland |               | 58.253060, 13.555637 | 10191101210002 | Ladda upp en bild av detta fornminne      |
| Gudhem 122:1                       | Stensättning                |              | Gudhem, Västergötland |               | 58.255044, 13.559743 | 10191101220001 | Ladda upp en bild av detta fornminne      |
| Gudhem 122:2                       | Stensättning                |              | Gudhem, Västergötland |               | 58.255123, 13.559142 | 10191101220002 | Ladda upp en bild av detta fornminne      |
| Gudhem 122:3                       | Stensättning                |              | Gudhem, Västergötland |               | 58.255109, 13.558904 | 10191101220003 | Ladda upp en bild av detta fornminne      |
| Gudhem 122:4                       | Stensättning                |              | Gudhem, Västergötland |               | 58.255060, 13.558686 | 10191101220004 | Ladda upp en bild av detta fornminne      |
| Gudhem 123:1                       | Stensättning                |              | Gudhem, Västergötland |               | 58.254171, 13.564461 | 10191101230001 | Ladda upp en bild av detta fornminne      |
| Gudhem 124:1                       | Stensättning                |              | Gudhem, Västergötland |               | 58.253107, 13.563691 | 10191101240001 | Ladda upp en bild av detta fornminne      |
| Gudhem 126:1                       | Stensättning                |              | Gudhem, Västergötland |               | 58.251319, 13.562175 | 10191101260001 | Ladda upp en bild av detta fornminne      |
| Gudhem 126:2                       | Stensättning                |              | Gudhem, Västergötland |               | 58.251712, 13.562062 | 10191101260002 | Ladda upp en bild av detta fornminne      |
| Gudhem 127:1                       | Stensättning                |              | Gudhem, Västergötland |               | 58.251356, 13.559908 | 10191101270001 | Ladda upp en bild av detta fornminne      |
| Gudhem 128:1                       | Stensättning                |              | Gudhem, Västergötland |               | 58.253591, 13.561290 | 10191101280001 | Ladda upp en bild av detta fornminne      |
| Gudhem 128:2                       | Hällristning                |              | Gudhem, Västergötland |               | 58.253452, 13.561504 | 10191101280002 | Ladda upp en bild av detta fornminne      |
| Löckeröret (Gudhem 129:1)          | Stensättning                |              | Gudhem, Västergötland |               | 58.243062, 13.559663 | 10191101290001 | Ladda upp en bild av detta fornminne      |
| Gudhem 130:1                       | Stensättning                |              | Gudhem, Västergötland |               | 58.246320, 13.560505 | 10191101300001 | Ladda upp en bild av detta fornminne      |
| Gudhem 130:2                       | Stensättning                |              | Gudhem, Västergötland |               | 58.246200, 13.560309 | 10191101300002 | Ladda upp en bild av detta fornminne      |
| Gudhem 132:1                       | Stensättning                |              | Gudhem, Västergötland |               | 58.239856, 13.564865 | 10191101320001 | Ladda upp en bild av detta fornminne      |
| Gudhem 133:1                       | Hög                         |              | Gudhem, Västergötland |               | 58.249642, 13.571471 | 10191101330001 | Ladda upp en bild av detta fornminne      |
| Gudhem 134:1                       | Hög                         |              | Gudhem, Västergötland |               | 58.245293, 13.576159 | 10191101340001 | Ladda upp en bild av detta fornminne      |
| Gudhem 137:1                       | Stensättning                |              | Gudhem, Västergötland |               | 58.247908, 13.586998 | 10191101370001 | Ladda upp en bild av detta fornminne      |
| Gudhem 139:1                       | Stensättning                |              | Gudhem, Västergötland |               | 58.265130, 13.556424 | 10191101390001 | Ladda upp en bild av detta fornminne      |
| Högehall (Gudhem 140:1)            | Grav markerad av sten/block |              | Gudhem, Västergötland |               | 58.261082, 13.565669 | 10191101400001 | Ladda upp en bild av detta fornminne      |
| Ingels rör (Gudhem 141:1)          | Röse                        |              | Gudhem, Västergötland |               | 58.264791, 13.552209 | 10191101410001 | Ladda upp en bild av detta fornminne      |
| Gudhem 142:1                       | Hög                         |              | Gudhem, Västergötland |               | 58.263539, 13.552206 | 10191101420001 | Ladda upp en bild av detta fornminne      |
| Gudhem 144:1                       | Stensättning                |              | Gudhem, Västergötland |               | 58.211185, 13.560953 | 10191101440001 | Ladda upp en bild av detta fornminne      |
| Gudhem 145:1                       | Stensättning                |              | Gudhem, Västergötland |               | 58.222004, 13.589139 | 10191101450001 | Ladda upp en bild av detta fornminne      |
| Gudhem 146:1                       | Gravfält                    |              | Gudhem, Västergötland |               | 58.248662, 13.528979 | 10191101460001 | Ladda upp en bild av detta fornminne      |
| Gudhem 147:1                       | Stensättning                |              | Gudhem, Västergötland |               | 58.246940, 13.542121 | 10191101470001 | Ladda upp en bild av detta fornminne      |
| Gudhem 148:1                       | Hög                         |              | Gudhem, Västergötland |               | 58.244948, 13.573065 | 10191101480001 | Ladda upp en bild av detta fornminne      |
| Gudhem 151:1                       | Kvarn                       |              | Gudhem, Västergötland |               | 58.245615, 13.534042 | 10191101510001 | Ladda upp en bild av detta fornminne      |
| Gudhem 152:1                       | Stensättning                |              | Gudhem, Västergötland |               | 58.245525, 13.537125 | 10191101520001 | Ladda upp en bild av detta fornminne      |
| Gudhem 153:1                       | Stensättning                |              | Gudhem, Västergötland |               | 58.245248, 13.538397 | 10191101530001 | Ladda upp en bild av detta fornminne      |
| Gudhem 158:1                       | Stensättning                |              | Gudhem, Västergötland |               | 58.259351, 13.584506 | 10191101580001 | Ladda upp en bild av detta fornminne      |
| Gudhem 163:1                       | Stensättning                |              | Gudhem, Västergötland |               | 58.248797, 13.573811 | 10191101630001 | Ladda upp en bild av detta fornminne      |
| Gudhem 164:1                       | Stensättning                |              | Gudhem, Västergötland |               | 58.251696, 13.569390 | 10191101640001 | Ladda upp en bild av detta fornminne      |
| Gudhem 165:1                       | Stensättning                |              | Gudhem, Västergötland |               | 58.245870, 13.585625 | 10191101650001 | Ladda upp en bild av detta fornminne      |
| Gudhem 166:1                       | Hög                         |              | Gudhem, Västergötland |               | 58.246122, 13.563627 | 10191101660001 | Ladda upp en bild av detta fornminne      |
| Gudhem 167:1                       | Hällristning                |              | Gudhem, Västergötland |               | 58.252442, 13.559886 | 10191101670001 | Ladda upp en bild av detta fornminne      |
| Gudhem 168:1                       | Stensättning                |              | Gudhem, Västergötland |               | 58.254798, 13.555838 | 10191101680001 | Ladda upp en bild av detta fornminne      |
| Gudhem 168:2                       | Stensättning                |              | Gudhem, Västergötland |               | 58.254197, 13.555475 | 10191101680002 | Ladda upp en bild av detta fornminne      |
| Gudhem 170:1                       | Stensättning                |              | Gudhem, Västergötland |               | 58.251126, 13.552427 | 10191101700001 | Ladda upp en bild av detta fornminne      |
| Gudhem 170:2                       | Stensättning                |              | Gudhem, Västergötland |               | 58.251129, 13.552787 | 10191101700002 | Ladda upp en bild av detta fornminne      |
| Gudhem 173:1                       | Stensättning                |              | Gudhem, Västergötland |               | 58.248538, 13.552588 | 10191101730001 | Ladda upp en bild av detta fornminne      |
| Gudhem 175:1                       | Grav markerad av sten/block |              | Gudhem, Västergötland |               | 58.263886, 13.549992 | 10191101750001 | Ladda upp en bild av detta fornminne      |
| Gudhem 175:2                       | Grav markerad av sten/block |              | Gudhem, Västergötland |               | 58.263886, 13.549992 | 10191101750002 | Ladda upp en bild av detta fornminne      |
| Gudhem 179:1                       | Stensättning                |              | Gudhem, Västergötland |               | 58.260203, 13.564249 | 10191101790001 | Ladda upp en bild av detta fornminne      |
| Gudhem 180:1                       | Stensättning                |              | Gudhem, Västergötland |               | 58.261206, 13.537413 | 10191101800001 | Ladda upp en bild av detta fornminne      |
| Gudhem 181:1                       | Stensättning                |              | Gudhem, Västergötland |               | 58.258807, 13.546386 | 10191101810001 | Ladda upp en bild av detta fornminne      |
| Gudhem 181:2                       | Stensättning                |              | Gudhem, Västergötland |               | 58.259007, 13.546065 | 10191101810002 | Ladda upp en bild av detta fornminne      |
| Gudhem 182:1                       | Stensättning                |              | Gudhem, Västergötland |               | 58.259679, 13.545508 | 10191101820001 | Ladda upp en bild av detta fornminne      |
| Gudhem 183:1                       | Stensättning                |              | Gudhem, Västergötland |               | 58.251286, 13.544396 | 10191101830001 | Ladda upp en bild av detta fornminne      |
| Gudhem 184:1                       | Hög                         |              | Gudhem, Västergötland |               | 58.253139, 13.542175 | 10191101840001 | Ladda upp en bild av detta fornminne      |
| Gudhem 184:2                       | Stensättning                |              | Gudhem, Västergötland |               | 58.253391, 13.541698 | 10191101840002 | Ladda upp en bild av detta fornminne      |
| Gudhem 185:1                       | Stensättning                |              | Gudhem, Västergötland |               | 58.252134, 13.542210 | 10191101850001 | Ladda upp en bild av detta fornminne      |
| Gudhem 185:2                       | Stensättning                |              | Gudhem, Västergötland |               | 58.252238, 13.542049 | 10191101850002 | Ladda upp en bild av detta fornminne      |
| Gudhem 185:3                       | Stensättning                |              | Gudhem, Västergötland |               | 58.252020, 13.542388 | 10191101850003 | Ladda upp en bild av detta fornminne      |
| Gudhem 192:1                       | Stensättning                |              | Gudhem, Västergötland |               | 58.251120, 13.568407 | 10191101920001 | Ladda upp en bild av detta fornminne      |
| Gudhem 194:1                       | Grav- och boplatsområde     |              | Gudhem, Västergötland |               | 58.239640, 13.556060 | 10191101940001 | Ladda upp en bild av detta fornminne      |
| Gudhem 195:2                       | Stensättning                |              | Gudhem, Västergötland |               | 58.239823, 13.554001 | 10191101950002 | Ladda upp en bild av detta fornminne      |
| Gudhem 196:1                       | Stensättning                |              | Gudhem, Västergötland |               | 58.240032, 13.557668 | 10191101960001 | Ladda upp en bild av detta fornminne      |
| Gudhem 197:1                       | Stenkrets                   |              | Gudhem, Västergötland |               | 58.242011, 13.545057 | 10191101970001 | Ladda upp en bild av detta fornminne      |
| Gudhem 200:1                       | Stensättning                |              | Gudhem, Västergötland |               | 58.252064, 13.540443 | 10191102000001 | Ladda upp en bild av detta fornminne      |
| Gudhem 200:2                       | Stensättning                |              | Gudhem, Västergötland |               | 58.252284, 13.540155 | 10191102000002 | Ladda upp en bild av detta fornminne      |
| Gudhem 201:1                       | Stensättning                |              | Gudhem, Västergötland |               | 58.255899, 13.537523 | 10191102010001 | Ladda upp en bild av detta fornminne      |
| Gudhem 203:1                       | Stensättning                |              | Gudhem, Västergötland |               | 58.251919, 13.539414 | 10191102030001 | Ladda upp en bild av detta fornminne      |
| Gudhem 203:2                       | Stensättning                |              | Gudhem, Västergötland |               | 58.251925, 13.538749 | 10191102030002 | Ladda upp en bild av detta fornminne      |
| Gudhem 203:3                       | Stensättning                |              | Gudhem, Västergötland |               | 58.251785, 13.538503 | 10191102030003 | Ladda upp en bild av detta fornminne      |
| Gudhem 204:1                       | Stensättning                |              | Gudhem, Västergötland |               | 58.250953, 13.539156 | 10191102040001 | Ladda upp en bild av detta fornminne      |
| Gudhem 204:2                       | Stensättning                |              | Gudhem, Västergötland |               | 58.250930, 13.538851 | 10191102040002 | Ladda upp en bild av detta fornminne      |
| Gudhem 204:3                       | Stensättning                |              | Gudhem, Västergötland |               | 58.250799, 13.538587 | 10191102040003 | Ladda upp en bild av detta fornminne      |
| Gudhem 205:1                       | Stensättning                |              | Gudhem, Västergötland |               | 58.251563, 13.536730 | 10191102050001 | Ladda upp en bild av detta fornminne      |
| Gudhem 205:2                       | Stensättning                |              | Gudhem, Västergötland |               | 58.251622, 13.537441 | 10191102050002 | Ladda upp en bild av detta fornminne      |
| Gudhem 206:1                       | Hög                         |              | Gudhem, Västergötland |               | 58.249236, 13.532177 | 10191102060001 | Ladda upp en bild av detta fornminne      |
| Gudhem 206:2                       | Hög                         |              | Gudhem, Västergötland |               | 58.249273, 13.531904 | 10191102060002 | Ladda upp en bild av detta fornminne      |
| Gudhem 206:3                       | Hög                         |              | Gudhem, Västergötland |               | 58.249400, 13.532011 | 10191102060003 | Ladda upp en bild av detta fornminne      |
| Gudhem 206:4                       | Hög                         |              | Gudhem, Västergötland |               | 58.249479, 13.531844 | 10191102060004 | Ladda upp en bild av detta fornminne      |
| Gudhem 209:1                       | Stensättning                |              | Gudhem, Västergötland |               | 58.244239, 13.533683 | 10191102090001 | Ladda upp en bild av detta fornminne      |
| Gudhem 209:2                       | Stensättning                |              | Gudhem, Västergötland |               | 58.244287, 13.533198 | 10191102090002 | Ladda upp en bild av detta fornminne      |
| Gudhem 214:1                       | Stensättning                |              | Gudhem, Västergötland |               | 58.237011, 13.531356 | 10191102140001 | Ladda upp en bild av detta fornminne      |
| Gudhem 215:1                       | Hög                         |              | Gudhem, Västergötland |               | 58.230999, 13.540292 | 10191102150001 | Ladda upp en bild av detta fornminne      |
| Gudhem 217:1                       | Hög                         |              | Gudhem, Västergötland |               | 58.231822, 13.554582 | 10191102170001 | Ladda upp en bild av detta fornminne      |
| Gudhem 218:2                       | Stensättning                |              | Gudhem, Västergötland |               | 58.230415, 13.554746 | 10191102180002 | Ladda upp en bild av detta fornminne      |
| Gudhem 220:1                       | Stensättning                |              | Gudhem, Västergötland |               | 58.237587, 13.577456 | 10191102200001 | Ladda upp en bild av detta fornminne      |
| Gudhem 220:2                       | Stensättning                |              | Gudhem, Västergötland |               | 58.237638, 13.577266 | 10191102200002 | Ladda upp en bild av detta fornminne      |
| Gudhem 221:1                       | Hög                         |              | Gudhem, Västergötland |               | 58.231976, 13.571652 | 10191102210001 | Ladda upp en bild av detta fornminne      |
| Gudhem 223:1                       | Stensättning                |              | Gudhem, Västergötland |               | 58.239703, 13.583692 | 10191102230001 | Ladda upp en bild av detta fornminne      |
| Gudhem 224:1                       | Stensättning                |              | Gudhem, Västergötland |               | 58.227060, 13.571361 | 10191102240001 | Ladda upp en bild av detta fornminne      |
| Gudhem 225:1                       | Stensättning                |              | Gudhem, Västergötland |               | 58.241922, 13.589089 | 10191102250001 | Ladda upp en bild av detta fornminne      |
| Gudhem 226:1                       | Stensättning                |              | Gudhem, Västergötland |               | 58.239539, 13.591680 | 10191102260001 | Ladda upp en bild av detta fornminne      |
| Gudhem 232:1                       | Stensättning                |              | Gudhem, Västergötland |               | 58.231533, 13.584412 | 10191102320001 | Ladda upp en bild av detta fornminne      |
| Gudhem 232:2                       | Stensättning                |              | Gudhem, Västergötland |               | 58.231639, 13.584883 | 10191102320002 | Ladda upp en bild av detta fornminne      |
| Gudhem 233:1                       | Hög                         |              | Gudhem, Västergötland |               | 58.230543, 13.582474 | 10191102330001 | Ladda upp en bild av detta fornminne      |
| Gudhem 234:1                       | Stensättning                |              | Gudhem, Västergötland |               | 58.227751, 13.589641 | 10191102340001 | Ladda upp en bild av detta fornminne      |
| Gudhem 243:1                       | Hällristning                |              | Gudhem, Västergötland |               | 58.218803, 13.544838 | 10191102430001 | Ladda upp en bild av detta fornminne      |
| Gudhem 245:1                       | Stensättning                |              | Gudhem, Västergötland |               | 58.220231, 13.574069 | 10191102450001 | Ladda upp en bild av detta fornminne      |
| Gudhem 247:1                       | Stensättning                |              | Gudhem, Västergötland |               | 58.224256, 13.564230 | 10191102470001 | Ladda upp en bild av detta fornminne      |
| Gudhem 248:1                       | Hög                         |              | Gudhem, Västergötland |               | 58.218769, 13.567699 | 10191102480001 | Ladda upp en bild av detta fornminne      |
| Gudhem 251:1                       | Stensättning                |              | Gudhem, Västergötland |               | 58.210450, 13.570438 | 10191102510001 | Ladda upp en bild av detta fornminne      |
| Gudhem 264:1                       | Hög                         |              | Gudhem, Västergötland |               | 58.221917, 13.569823 | 10191102640001 | Ladda upp en bild av detta fornminne      |
| Gudhem 266:1                       | Hög                         |              | Gudhem, Västergötland |               | 58.240732, 13.571101 | 10191102660001 | Ladda upp en bild av detta fornminne      |
| Gudhem 268:1                       | Hög                         |              | Gudhem, Västergötland |               | 58.235923, 13.557334 | 10191102680001 | Ladda upp en bild av detta fornminne      |
| Gudhem 270:1                       | Stensättning                |              | Gudhem, Västergötland |               | 58.228428, 13.570131 | 10191102700001 | Ladda upp en bild av detta fornminne      |
| Gudhem 271:1                       | Stensättning                |              | Gudhem, Västergötland |               | 58.218123, 13.560578 | 10191102710001 | Ladda upp en bild av detta fornminne      |
| Gudhem 271:2                       | Stensättning                |              | Gudhem, Västergötland |               | 58.218654, 13.561231 | 10191102710002 | Ladda upp en bild av detta fornminne      |
| Gudhem 272:1                       | Stensättning                |              | Gudhem, Västergötland |               | 58.242923, 13.590567 | 10191102720001 | Ladda upp en bild av detta fornminne      |
| Gudhem 272:2                       | Stensättning                |              | Gudhem, Västergötland |               | 58.242771, 13.590609 | 10191102720002 | Ladda upp en bild av detta fornminne      |
| Gudhem 273:1                       | Stensättning                |              | Gudhem, Västergötland |               | 58.221010, 13.573328 | 10191102730001 | Ladda upp en bild av detta fornminne      |
| Gudhem 277:1                       | Stensättning                |              | Gudhem, Västergötland |               | 58.251506, 13.543240 | 10191102770001 | Ladda upp en bild av detta fornminne      |
| Gudhem 286:1                       | Stensättning                |              | Gudhem, Västergötland |               | 58.250797, 13.509615 | 10191102860001 | Ladda upp en bild av detta fornminne      |
| Gudhem 288:1                       | Röse                        |              | Gudhem, Västergötland |               | 58.249113, 13.512177 | 10191102880001 | Ladda upp en bild av detta fornminne      |
| Gudhem 288:2                       | Stensättning                |              | Gudhem, Västergötland |               | 58.248926, 13.512282 | 10191102880002 | Ladda upp en bild av detta fornminne      |
| Gudhem 295:1                       | Stensättning                |              | Gudhem, Västergötland |               | 58.247924, 13.525721 | 10191102950001 | Ladda upp en bild av detta fornminne      |
| Gudhem 295:2                       | Stensättning                |              | Gudhem, Västergötland |               | 58.247892, 13.525450 | 10191102950002 | Ladda upp en bild av detta fornminne      |
| Gudhem 295:3                       | Stensättning                |              | Gudhem, Västergötland |               | 58.247824, 13.524757 | 10191102950003 | Ladda upp en bild av detta fornminne      |
| Gudhem 295:4                       | Stensättning                |              | Gudhem, Västergötland |               | 58.247772, 13.524369 | 10191102950004 | Ladda upp en bild av detta fornminne      |
| Gudhem 295:5                       | Stensättning                |              | Gudhem, Västergötland |               | 58.247979, 13.524831 | 10191102950005 | Ladda upp en bild av detta fornminne      |
| Gudhem 295:6                       | Stensättning                |              | Gudhem, Västergötland |               | 58.248101, 13.524653 | 10191102950006 | Ladda upp en bild av detta fornminne      |
| Gudhem 296:1                       | Stensättning                |              | Gudhem, Västergötland |               | 58.248957, 13.526706 | 10191102960001 | Ladda upp en bild av detta fornminne      |
| Gudhem 298:1                       | Stensättning                |              | Gudhem, Västergötland |               | 58.245556, 13.523107 | 10191102980001 | Ladda upp en bild av detta fornminne      |
| Gudhem 302:1                       | Röse                        |              | Gudhem, Västergötland |               | 58.244576, 13.519751 | 10191103020001 | Ladda upp en bild av detta fornminne      |
| Gudhem 303:1                       | Stensättning                |              | Gudhem, Västergötland |               | 58.244083, 13.521676 | 10191103030001 | Ladda upp en bild av detta fornminne      |
| Gudhem 304:1                       | Stensättning                |              | Gudhem, Västergötland |               | 58.244759, 13.522259 | 10191103040001 | Ladda upp en bild av detta fornminne      |
| Gudhem 306:1                       | Gravfält                    |              | Gudhem, Västergötland |               | 58.244240, 13.523444 | 10191103060001 | Ladda upp en bild av detta fornminne      |
| Gudhem 307:1                       | Stensättning                |              | Gudhem, Västergötland |               | 58.243288, 13.523808 | 10191103070001 | Ladda upp en bild av detta fornminne      |
| Gudhem 308:1                       | Hällristning                |              | Gudhem, Västergötland |               | 58.209373, 13.574478 | 10191103080001 | Ladda upp en bild av detta fornminne      |
| Gudhem 309:1                       | Stensättning                |              | Gudhem, Västergötland |               | 58.210323, 13.578653 | 10191103090001 | Ladda upp en bild av detta fornminne      |
| Gudhem 310:1                       | Stensättning                |              | Gudhem, Västergötland |               | 58.209252, 13.576966 | 10191103100001 | Ladda upp en bild av detta fornminne      |
| Gudhem 310:2                       | Stensättning                |              | Gudhem, Västergötland |               | 58.209266, 13.576693 | 10191103100002 | Ladda upp en bild av detta fornminne      |
| Gudhem 310:3                       | Stensättning                |              | Gudhem, Västergötland |               | 58.209263, 13.576472 | 10191103100003 | Ladda upp en bild av detta fornminne      |